# 青の帰り道
『青の帰り道』（あおのかえりみち）は、2018年12月7日に公開の日本映画。
おかもとまり原案による群馬県前橋市と東京を舞台とした7人の若者の青春群像劇で、監督は藤井道人。主演は真野恵里菜。PG12指定。キャッチコピーは主題歌『たられば』の歌詞から引用されたフレーズ「もしも僕が天才だったら」。
2019年5月11日より東京・アップリンク渋谷をはじめ、全国25館で再上映。
2019年8月23日にBlu-rayとDVDリリース。

## あらすじ
2008年。東京近郊で高校を卒業した高校生7人は、夢を抱いて上京する者、現実から逃れて地元を離れる者、やむを得ず地元に残る者と、それぞれの道へ進む。7人はそれぞれの人生模様において、大人への道を歩みつつ、苦悩や挫折を味わいながらも、3年の歳月が経過する。

## 登場人物
- カナ：真野恵里菜
- キリ：清水くるみ
- リョウ：横浜流星
- タツオ：森永悠希
- コウタ：戸塚純貴
- マリコ：秋月三佳
- ユウキ：冨田佳輔
- キリの母／冴子：工藤夕貴
- タツオの父／シゲオ：平田満
- 橘：山中崇
- セイジ：淵上泰史
- 工場長：嶋田久作
- マキ：早乙女ゆう

## スタッフ
- 監督：藤井道人
- 原案：おかもとまり
- 脚本：藤井道人、アベラヒデノブ
- 音楽：岩本裕司
- 主題歌：amazarashi「たられば」（ソニー・ミュージックアソシエイテッドレコーズ）
- プロデューサー：伊藤主税、岩崎雅公
- キャスティング：伊藤尚哉
- ラインプロデューサー：角田道明、天野恵子
- 撮影：石塚将巳
- 照明：阿部良平
- 編集：古川達馬
- 録音：岡本立洋
- 美術：横張聡
- スタイリスト：松田稜平
- ヘアメイク：細野裕之
- 宣伝協力：MUSA
- 配給：NexTone
- 配給協力：ティ・ジョイ
- 制作プロダクション：and pictures
- 制作協力：BABEL LABEL、プラスディー
- 製作：映画「青の帰り道」製作委員会

## Blu-ray・DVD
- Blu-ray / DVD（CSBD-0001 / CSVS-0274）
  - 特典映像：藤井道人監督監修メイキング
  - 台本仕様特製ポストカード2枚組封入
- Amazon.co.jp限定 劇場パンフレット付 Blu-ray / DVD

## サウンドトラック
青の帰り道 オリジナル・サウンドトラック（音楽：岩本裕司）- 2019年8月23日より配信。
| #   | タイトル                     | 作詞 | 作曲・編曲 |
| --- | ---------------------------- | ---- | ---------- |
| 1.  | 「青の帰り道」               |      |            |
| 2.  | 「2008年 群馬、2009年 東京」 |      |            |
| 3.  | 「点描 -2009年-」            |      |            |
| 4.  | 「点描 -2010年-」            |      |            |
| 5.  | 「点描 -2011年-」            |      |            |
| 6.  | 「点描 -2012年-」            |      |            |
| 7.  | 「帰省」                     |      |            |
| 8.  | 「親子」                     |      |            |
| 9.  | 「「東京行き」の切符」       |      |            |
| 10. | 「7人」                      |      |            |

## 製作
おかもとまりは、大切な友人を失い「生きる道はひとつじゃなかったんだよ」と伝えられなかった後悔をもとに、「誰かの"生きること"への背中をおせたら」と23歳の時に本作原案の執筆を開始。and picturesの伊藤主税プロデューサーへのプレゼンを経て共感を得たことで、映画化へと至った。
2016年8月に出演俳優の一人だった高畑裕太が強姦致傷容疑で逮捕されたことに伴い、撮影が中断されていたが、その後、戸塚純貴を代役に迎えて2017年8月4日から同13日まで再撮影を敢行し、完成させた。主演の真野恵里菜によると何度となくお蔵入りの可能性があったという。

## イベント
- 2018年5月31日・6月2日 第18回ニッポンコネクション（ドイツ・フランクフルト）- 横浜流星、藤井道人監督[10]

- 2018年11月13日 完成披露上映会（新宿バルト9）[11]
  - 真野恵里菜、清水くるみ、横浜流星、秋月三佳、冨田佳輔、藤井道人監督

- 2018年12月7日 初日舞台挨拶（新宿バルト9）[12]
  - 真野恵里菜、戸塚純貴、森永悠希、秋月三佳、冨田佳輔、藤井道人監督

- 2019年2月11日 香川さぬき映画祭2019（イオンシネマ高松東）- 藤井道人監督[13]

- 2019年3月9日 愛知ええじゃないかとよはし映画祭2019（穂の国とよはし芸術劇場PLAT）[14]
  - 清水くるみ、藤井道人監督、伊藤主税プロデューサー

- 2019年3月24日 群馬舞台挨拶（前橋シネマハウス）- 岡本麻里 原案[15]
- 2019年5月11日 - 6月14日 トークイベント付き上映（アップリンク渋谷）- 藤井道人監督ｘ当日のゲスト[16]
- 2019年6月1日 『チア男子‼』ｘ『青の帰り道』コラボトークショー（アップリンク吉祥寺）- 風間太樹監督、藤井道人監督[17][18]
- 2019年6月22日 大阪舞台挨拶（第七藝術劇場）- 藤井道人監督、アベラヒデノブ 脚本[19]
- 2019年6月22日 - 23日 京都舞台挨拶（出町座）- 藤井道人監督、アベラヒデノブ 脚本[20]
- 2019年7月6日 横浜舞台挨拶（横浜シネマ）- 藤井道人監督、アベラヒデノブ 脚本[21]
- 2019年7月27日 新潟舞台挨拶（シネウインド）- 藤井道人監督[22][23]
- 2019年8月3日 愛知舞台挨拶（刈谷日劇）- 伊藤主税プロデューサー[24]
- 2019年8月10日 群馬・舞台挨拶（前橋シネマハウス）- 岡本麻里 原案[25]
- 2019年8月14日 アップリンク渋谷 終映日舞台挨拶（アップリンク渋谷）- 岡本麻里 原案[26]
- 2019年8月17日 愛知舞台挨拶（シネマスコーレ）- 伊藤主税プロデューサー[27]
- 2019年10月11日 くにたち映画館2019 藤井道人監督特集（くにたち市民芸術小ホール）- 藤井道人監督[28]
- 2019年11月3日 愛知 知多半島映画祭2019（東海市芸術劇場）- 清水くるみ[29]
- 2019年11月23日 広島国際映画祭2019（横川シネマ）- 藤井道人監督[30]